# Brioni (divatmárka)
A Brioni egy divatmárka, amely 1945-ben alakult meg Olaszországban és a kézzel készített öltönyökre specializálódott.   A cég székhelye ma Penne. Bevétele 2006-ban 200 millió euró volt. A vezető testület elnöke 2006 óta Andrea Perrone.

## Kollekció
Nagy értékű elismert alkalmi férfi divatöltönyöket  készít a cég, ezek egy része kézi munkával készül. Brioni szabásvonalában tipikus az alak és a csípő hangsúlyozása. Megrendelésre mérték után is készülnek öltönyök, de sorozatgyártásban 1100 munkatárs közel 100 000 férfi öltönyt készít évente.

## Története
1945-ben alapította Nazareno Fonticoli szabó és  Gaetano Savini divattervező Róma városában a céget. A céljuk egy Haute-Couture-címet létrehozni a férfi divat területén. Az első divatbemutató 1952-ben  Firenzében a Palazzo Pittiben volt. 1956-ban jelent meg az első női divatkollekcióval a divatház.
2002-ben a cég a kiemelkedő minőség és kreativitása miatt az IGEDO European Fashion Diamond Modeprice díjat.
Németországban a cég úgy tette ismertté magát, hogy az akkori kancellárnak Gerhard Schrödernek készített mérték utáni öltönyt.
A James Bond filmsorozat címszereplőjét a Aranyszem filmmel kezdve a Casino Royale-ig Brioni öltöztette a karakterisztikus Dinner Jackettel és a mellékszereplők nagy részének öltözéke is a cégtől származik. A Quantum csendjétől kezdődően ezt a feladatot átvette a Tom Ford International.
A Brioni név az Adria Brijuni szigetétől kapta a nevét. Az alapítók egyike a sziget meglátogatásakor annyira el volt bűvölve attól, hogy elnevezte róla a céget.

## Ismert személyiségek Brioni öltönnyel

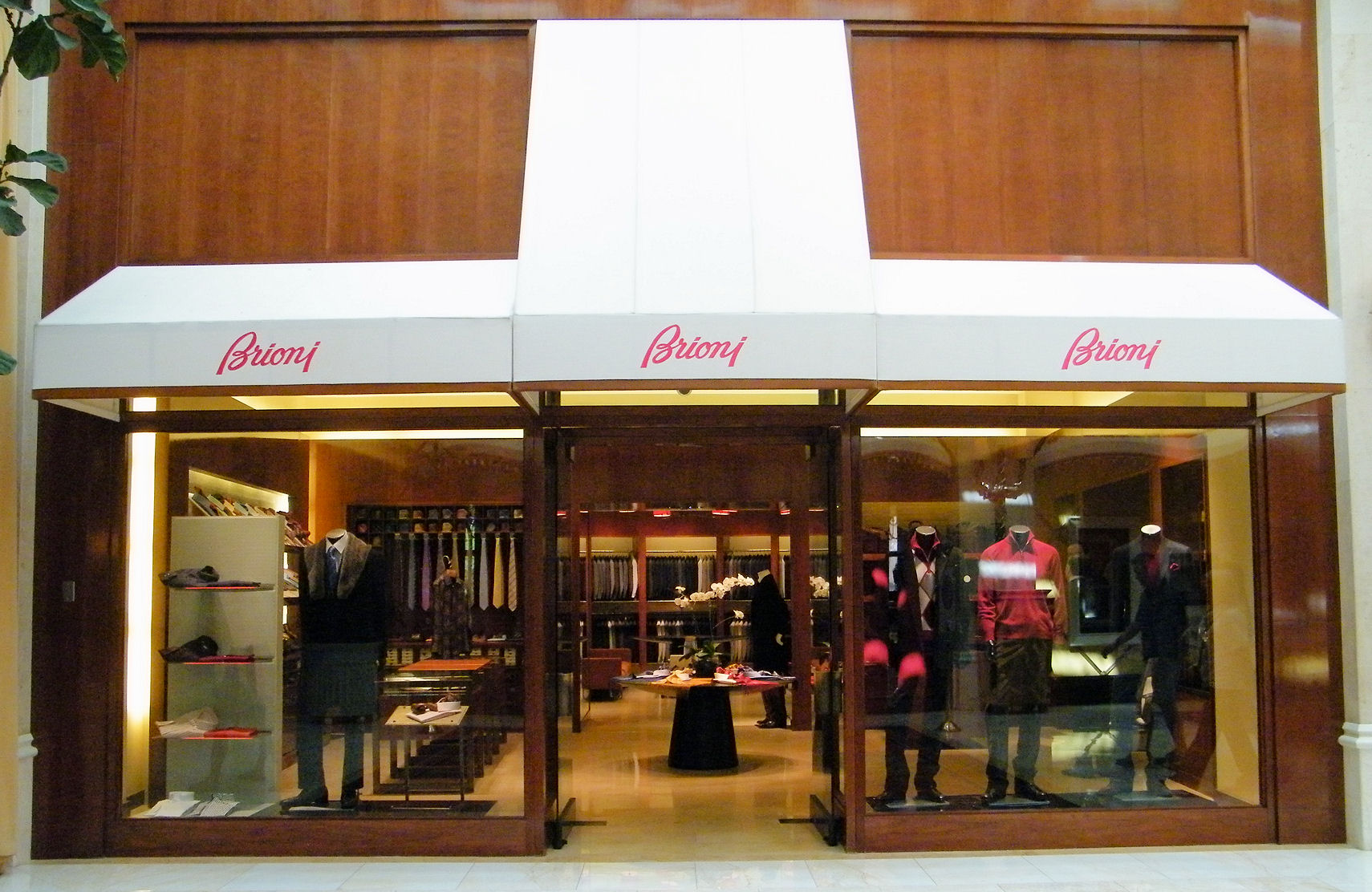
Boutique Los Angelesben

- Henry Fonda [3]

- Clark Gable[3]
- Peter Jennings[3]
- Al Pacino[3]
- Paul McKenna[4]
- Anthony Quinn[3]
- Robert Wagner[3]
- John Wayne[3]
- Pierce Brosnan[3]
- James Belushi[3]
- Robert Kennedy[3]
- Donald Trump[3]
- Rick Pitino[5]
- John Gotti

## Fordítás
- Ez a szócikk részben vagy egészben  a   Brioni (Modeunternehmen) című német Wikipédia-szócikk fordításán alapul.  Az eredeti cikk szerkesztőit annak laptörténete sorolja fel. Ez a jelzés csupán a megfogalmazás eredetét és a szerzői jogokat jelzi, nem szolgál a cikkben szereplő információk forrásmegjelöléseként.

## Külső hivatkozások
- A cég honlapja
- A Made-in-Italy Fashion and Design híradása (angolul)